# Fanning Springs, Florida
Fanning Springs, Florida este un oraș din Comitatul Gilchrist și Comitatul Levy din statul american Florida. Populația era de 764 la recensământul din 2010.